# Умберто Калигарис
Умберто Калигарис (Казале Монферато, 26. јул 1901. — Торино, 19. октобар 1940) био је  италијански интернационални фудбалер који је играо, најчешће као леви бек, за Касале и Јувентус, пре него што је каријеру завршио у Бреши. Са Јувентусом је освојио италијански рекорд од пет узастопних титула у Серији А лиге између 1930. и 1935. године. Такође је успео да оствари успешну каријеру са италијанском репрезентацијом, посебно освојивши бронзану медаљу на Летњим олимпијским играма 1928 ; био је и члан италијанске репрезентације која је освојила светски куп 1934. Његових 59 утакмица за Италију био је рекорд током многих година. Након пензионисања радио је као тренер, тренирајући своје бивше клубове Брешу и Јувентус.